# Magiczny świat Ran
Magiczny świat Ran (jap. 乱と灰色の世界 Ran to haiiro no sekai) – manga autorstwa Aki Irie, publikowana na łamach magazynu „Harta” od grudnia 2008 do kwietnia 2015.

## Publikacja serii
Seria ukazywała się od 15 grudnia 2008 do 15 kwietnia 2015 w magazynie „Harta” (wtedy pod nazwą „Fellows!”). Została również wydana w siedmiu tomach tankōbon nakładem wydawnictwa Enterbrain.
W Polsce manga została wydana przez Studio JG w 4 tomach zbiorczych, premiera zaś odbyła się w 17 lipca 2020.
| Nr | Język japoński    | Język japoński         | Język polski      | Język polski           |
| Nr | Data wydania      | ISBN                   | Data wydania      | ISBN                   |
| -- | ----------------- | ---------------------- | ----------------- | ---------------------- |
| 1  | 16 listopada 2009 | ISBN 978-4-04-726145-7 | 17 lipca 2020     | ISBN 978-83-8001-572-2 |
| 2  | 15 listopada 2010 | ISBN 978-4-04-726849-4 | 17 lipca 2020     | ISBN 978-83-8001-572-2 |
| 3  | 15 lipca 2011     | ISBN 978-4-04-727383-2 | 24 listopada 2020 | ISBN 978-83-8001-651-4 |
| 4  | 14 lipca 2012     | ISBN 978-4-04-728116-5 | 24 listopada 2020 | ISBN 978-83-8001-651-4 |
| 5  | 14 września 2013  | ISBN 978-4-04-729164-5 | 26 kwietnia 2021  | ISBN 978-83-8001-715-3 |
| 6  | 14 kwietnia 2014  | ISBN 978-4-04-729576-6 | 26 kwietnia 2021  | ISBN 978-83-8001-715-3 |
| 7  | 15 czerwca 2015   | ISBN 978-4-04-730582-3 | 20 sierpnia 2021  | ISBN 978-83-8001-788-7 |

## Odbiór
Jason Thompson z Otaku USA polecił serię, chwaląc ją za kreskę, fabułę i główną bohaterkę. Sarah z Anime UK News również pochwaliła pierwszy tom, nazywając go „niesamowicie energicznym i żywiołowym (początkiem)”, a oprawę graficzną „wyjątkową”. Sean Gaffney z A Case Suitable for Treatment również pochwalił serię za kreskę i fabułę. Chris Beveridge z The Fandom Post pochwalił oprawę graficzną, jednocześnie krytykując główną bohaterkę, nazywając ją „chwiejnie emocjonalnie bachorem”. Anna Neatrour z Manga Report stwierdziła, że pomimo faktu, iż niektóre sytuacje w książce ją zaniepokoiły, podobała jej się i chciałaby przeczytać więcej. W ramach przewodnika po mandze Anime News Network na jesień 2018, Rebecca Silverman, Amy McNulty, Faye Hopper i Teresa Navarro zrecenzowały serię dla serwisu. Każda z nich przyznała mandze ocenę od 2,5 do 3,5 w 5-stopniowej skali. Wszystkie razem chwaliły oprawę graficzną, ale uznały historię za nieco niekomfortową, mimo że ogólnie im się podobała.